# 1189
Високе Середньовіччя •  Золота доба ісламу •  Реконкіста •  Хрестові походи •  Київська Русь

## Геополітична ситуація
Ісаак II Ангел очолоє Візантію (до 1195). Фрідріх Барбаросса є імператором Священної Римської імперії (до 1190). Філіп II Август править у Франції (до 1223).
Апеннінський півострів розділений: північ належить Священній Римській імперії, середню частину займає Папська область, більша частина півдня належить Сицилійському королівству. Деякі міста півночі: Венеція, Піза, Генуя тощо, мають статус міст-республік, частина з яких об'єднана Ломбардською лігою.
Південь Піренейського півострова в руках у маврів. Північну частину півострова займають християнські Кастилія, Леон (Астурія, Галісія), Наварра, Арагонське королівство (Арагон, Барселона) та Португалія. Королем Англії став Річард Левове Серце (до 1199), королем Данії є Кнуд VI (до 1202).
У Києві княжить Святослав Всеволодович (до 1194). Володимир Ярославич повернувся на галицький престол. Ярослав Всеволодович княжить у Чернігові (до 1198), Всеволод Велике Гніздо у Володимирі-на-Клязмі (до 1212). Новгородська республіка та Володимиро-Суздальське князівство фактично відокремилися від Русі. У Польщі період роздробленості. На чолі королівства Угорщина стоїть Бела III (до 1196).
В Єгипті, Сирії та Палестині править династія Аюбідів, невеликі території на Близькому Сході утримують хрестоносці.
У Магрибі панують Альмохади. Сельджуки окупували Персію та Малу Азію. Хорезм став наймогутнішою державою Середньої Азії. Гуриди контролюють Афганістан та Північну Індію. У Китаї співіснують держава ханців, де править династія Сун, держава чжурчженів, де править династія Цзінь, та держава тангутів Західна Ся. На півдні Індії домінує Чола. В Японії розпочався період Камакура.

## Події

### Україна
- Відбулося галицьке повстання 1189 проти угорського короля Бели III, який захопив місто минулого року. На галицький престол повернувся Володимир Ярославич.

### Світ
- Король Англії Генріх II Плантагенет зазнав поразки в Франції від об'єднаних сил французького короля Філіпа II Августа та свого сина Річарда Левове Серце. За умовами миру Генріх II визнав Річарда своїм спадкоємцем. Незабаром король помер.
- 3 вересня Річард Левове Серце коронувася у Вестмінстері як Річард I на англійський престол. Він розпочав розпродаж земель і посад для збору коштів на Третій хрестовий похід.
- Помер, не залишивши спадкоємця, сицилійський король Вільгельм II Добрий. Трон Сицилійського королівства перейшов до його зятя, римського короля Генріха VI, сина імператора Фрідріха Барбаросси, однак цьому на перешкоді став Танкред з Лечче.
- Імператор Священної Римської імперії Фрідріх Барбаросса вирушив у Третій хрестовий похід. Візантійський імператор Ісаак II Ангел, уклавши союз із Салах ад-Діном, не дозволив німецьким військам пройти через територію Візантії.
- Війська Фрідріха Барбаросси взяли Андріанополь і підступили до Константинополя.
- Почалася облога Акри хрестоносцями.
- У Німеччині Генріх Лев, скориставшись походом імператора на Близький Схід, зробив спробу повернути свої колишні володіння.

## Померли
- 6 липня — У віці 56-и років помер Генріх II, король Англії з 1154 року, перший з династії Плантагенетів.